# Luže
Luže é uma cidade checa localizada na região de Pardubice, distrito de Chrudim.